# Akhnaton
Akhnaton è un’opera teatrale di Agatha Christie. La pièce fu scritta nel 1937, poco dopo Poirot sul Nilo, e la Christie si avvalse della consulenza dell’egittologo Stephen Glanville, amico suo e del marito, l’archeologo Max Mallowan. Il dramma racconta della vita e del regno del faraone Akhenaton, della moglie Nefertiti e di Tutankhaton, il futuro faraone Tutankhamon. In particolare, il dramma si concentra sulla riforma religiosa di Akhenaton, che tentò di sostituire al politeismo egizio l'Atonismo, una religione di stampo enoteistico e monolatrico.

## Trama

### Primo atto
Scena prima
Nel cortile principale del palazzo di Amenofi III a Tebe giunge una delegazione siriana con il simulacro della dea Ištar da Ninive, portato al cospetto del faraone perché i suoi poteri taumaturgici curino il re morente. La delegazione viene ricevuta da Meriptah, l’ambizioso sommo sacerdote di Amon, dal devoto soldato Horemheb, dalla regina Tiy e dal giovane principe Akhenaton. Il giovane viene descritto come un ragazzo fragile dagli occhi intelligenti, un artista, un mistico e un poeta che preferisce intrattenersi con Horemheb piuttosto che dedicarsi agli ospiti siriani. Riconoscendo la bontà del soldato, il principe gli fa giurare fedeltà e proprio in quel momento giunge l’annuncio che Amenofi è spirato e Akhenaton è ora il nuovo faraone.
Scena seconda
Sono passati tre anni e Tiy è ancora reggente in attesa che il figlio raggiunga l’età per regnare. Il giovanissimo faraone non è molto interessato a governare e si oppone al sommo sacerdote Meriptah, favorendo il culto di Ra a quello di Amon. Dopo un colloquio con il sacerdote Ay, Akhenaton capisce di essere il figlio di Ra e decide di navigare il Nilo con la moglie Nefertiti e l’amata figlioletta per trovare il punto ideale in cui edificare una nuova città. Anche se devota a Ra, Tiy mette in guardia Nefertiti affinché non lasci che il marito soppianti del tutto il culto di Amon: modificare così radicalmente la religione del suo popolo metterebbe il nuovo faraone a rischio. Nezzemut, l’astuta sorella di Nefertiti, si fa predire il futuro dal servo Para, affetto da nanismo, che prevede che Horemheb sarà il prossimo re e che la sua padrona sarà la sua regina.
Scena terza
Dopo aver navigato per oltre trecento miglia, il faraone trova il luogo in cui edificare la città di Akhetaton, la futura Amarna.

### Secondo atto
Scena prima
Sono passati otto anni e nella città di Tebe c’è aria di malcontento per la riforma religiosa voluta dal faraone, che ha soppiantato il culto di Amon con quello di Ra. Il sommo sacerdote Meriptah ascolta le lamentele del popolo mentre aspetta l’arrivo del suo accolito Ptahmose. Il suo uomo arriva da Akhetaton con le ultime notizie: il giovane principe Tutankhaton è stato fidanzato ufficialmente con la sorellastra Ankhesenamon, Horemheb è diventato comandante dell’esercito e Meriptah e Ptahmose possono contare sul sostegno di Nezzemut, la cognata del faraone. 
Scena seconda
Sono passati sei mesi dal ritorno di Ptahmose a Tebe e il faraone scolpisce il celebre busto di Nefertiti nel suo palazzo di Akhetaton. Dopo la fine della reggenza di Tiy, Akhenaton è diventato faraone a tutti gli effetti e ha avuto cinque figlie da Nefertiti; la regina non si fida di Horemheb, che però gode di tutta la fiducia del marito. Nonostante si fidi del vecchio amico, Akhenaton accantona le preoccupazioni del comandante circa il malcontento nella capitale e si occupa solo di rendere perfetta la sua nuova città per Re. Tiy, anziana e malata, arriva ad Akhetaton per lamentarsi delle tasse imposte dal re per finanziare la costruzione della città e mette in guardia il faraone dei rischi di mostrarsi debole davanti a dignitari stranieri. Fa giurare a Horemheb di vegliare sul figlio e lo esorta di guardarsi da Nezzemut. Dopo aver scorto Ptahmose a corte, Tiy prova ad avvertire il figlio delle spie che lo circondano, ma muore prima di riuscire nell’intento. 
Scena terza
È passato un anno dalla morte di Tiy e Horemheb sta istruendo Tutankhaton sull’arte della guerra nei suoi appartamenti privati. Meriptah giunge ad Akhetaton per seminare discordia tra il faraone e il suo generale, portando notizia delle ribellioni degli Stati vassalli dell’Egitto e il malcontento popolare nel Paese. Akhenaton incolpa il culto di Amon per queste disgrazie e decide di eliminare ogni traccia della vecchia religione dal suo regno, raschiando via il nome del dio persino dalla tombe. Horemheb è sconvolto, ma non riesce a convincere il re a desistere.

### Terzo atto
Scena prima
Sono passati tre anni e Akhenaton, debole e malato, continua con la sua crociata per cancellare ogni dio all’infuori di Ra dall’Egitto. Nezzemut insinua dubbi sulla sanità mentale del faraone in Horemheb e il comandante comincia a sospettare che la sorella di Nefertiti abbia ragione. Suggerisce comunque che Tutankhaton si affianchi ad Akhenaton sul trono.
Scena seconda
Sei mesi dopo, Horemheb e Meriptah passeggiano per Tebe, origliando le lamentele del popolo che piange i suoi morti vittime di carestie e degli attacchi dei popoli confinanti, attacchi a cui Akhenaton non presta attenzione.
Scena terza
Nel palazzo del sommo sacerdote Meriptah, Horemheb, Tutankhaton e Nezzemut decidono di spodestare Akhenaton per il bene dell’Egitto; Horemheb ama il suo re ed esige che il faraone, anche se deposto, possa vivere tranquillamente e con tutti gli onori ad Akhetaton, mentre Tutankhaton lo succederà al trono. In segreto, Meriptah e Nezzemut si accordano per eliminare il faraone all’insaputa di Horemheb e di sbarazzarsi anche di Tutankhaton entro pochi anni. Sinceramente affezionata alla sorella, Nezzemut fa giurare al sacerdote che la vita di Nefertiti sarà risparmiata.
Scena quarta
Akhenaton cade in preda a una febbre isterica quando sente le ultime notizie: la rivoluzione impazza in Egitto, il genero Tutankhaton gli si è ribellato contro, ha perso il sostegno del fidato Horemheb e il culto di Amon è rifiorito nel regno del Nilo. Nezzemut si offre di tranquillizzare il sovrano con una delle pozioni di Para e, senza sapere che si tratta di veleno, Nefertiti lo fa bere al marito. Quando prova a bere a sua volta dalla coppa Nezzemut la ferma e la regina capisce di essere stata tradita e ingannata. Akhenaton muore a causa del veleno e Nefertiti decide di berlo per raggiungere l’amato marito.

### Epilogo
Un capitano annuncia agli scalpellini del palazzo che Tutankhaton è salito al trono con il nome di Tutankhamon e che il culto di Amon è stato definitivamente ripristinato in Egitto.

## Origini e pubblicazione
Dopo il matrimonio con l'archeologo Max Mallowan, Agatha Christie cominciò a seguire il secondo marito nelle location dei suoi scavi, che spesso le diedero spunto nella stesura dei romanzi. Il suo interesse per l'archeologia e l'interesse per il lavoro di Mallowan si riflette su alcune delle sue opere scritte nel decennio immediatamente successivo al matrimonio, tra cui: Murder in Mesopotamia (in Italiano: Non c'è più scampo, 1932), Poirot sul Nilo (1937) e La domatrice (1938), ambientato a Gerusalemme. Akhnaton, scritto quasi in contemporanea con Poirot sul Nilo, appartiene a questo gruppo di opere di ispirazione archeologica (così come Il mondo è in pericolo, ambientato a Baghdad, pubblicato nel 1951) ed evidenzia l'interesse dell'autrice per l'Antico Egitto. La stesura del dramma, cominciata nel 1937, è stata interrotta prima della fine dell'anno e ripresa circa trentacinque anni dopo.
Nella sua autobiografia, la Christie ha dichiarato di non aver scritto il dramma per le scene, ma come esercizio letterario e sperimentazione in un genere a cui non era legato il suo successo di giallista. Tuttavia, Charles Osborne, amico, biografo e novellizzatore di altri drammi della Christie, sostiene nella sua biografia della scrittrice che gli editori della donna la scoraggiarono dal provare a inscenare il dramma, ritenendola una mossa economicamente rischiosa: Agatha Christie era nota soprattutto come giallista e il pubblico avrebbe potuto non essere ugualmente interessato a un suo dramma storico.
Agatha Christie ritrovò il manoscritto nel 1972 e lo presentò agli editori sull’onda del successo dell’esibizione sui tesori di Tutankhamon al British Museum. L’ipotesi di una messa in scena del dramma fu scoraggiata ancora una volta (gli undici cambi di scena e gli oltre venti personaggi renderebbe un allestimento teatrale estremamente costoso), ma la William Collins, Sons pubblicò Akhnaton nel maggio 1973.

## Produzioni
Il testo non è mai stato messo in scena nella sua interezza, ma una versione semplificata reintitolata Akhnaton e Nefertiti, con meno scene e personaggi, è andata in scena nell'aprile 1979 al National Arts di New York con la regia di Robert Sterling. L'anno successivo andò in scena anche a Londra con il titolo originale.